# Công ty Tổ chức Nhà Quốc gia N.H.O
Công ty Tổ chức Nhà Quốc gia (tên quốc tế: National Housing Organization, viết tắt: N.H.O) được thành lập vào năm 2012, là một nhà kinh doanh bất động sản, doanh nghiệp nhân đạo và là một tổ chức thiện nguyện. N.H.O nổi tiếng với việc triển khai đa dạng các loại hình nhà ở trên khắp Việt Nam, đặc biệt là những dự án nhà ở giá cả phải chăng vốn dựa trên nền tảng văn hóa gia đình ở Việt Nam, từ đó thiết lập nên mô hình Family Center (Trung tâm Gia đình) ở các dự án mà công ty quản lý.

## Quá trình phát triển
Công ty Tổ chức Nhà Quốc gia (N.H.O) hoạt động chính trong lĩnh vực bất động sản.
Công ty có trụ sở chính tại 44B Nguyễn Văn Trỗi, phường 8, quận Phú Nhuận, TP.HCM. Ngoài ra, công ty còn có văn phòng đại diện tại Hải Phòng, Quảng Ninh, Quảng Ngãi, An Giang.
Năm 2012, N.H.O xây dựng dự án nhà ở xã hội đầu tiên tại Đà Nẵng - Nest Home, tổng diện tích 9.800 m2, gồm 9 tầng và 420 căn hộ. Dự án đã bàn giao và đi vào hoạt động năm 2014.
Tính đến nay, N.H.O đã xây dựng tổng cộng 3.156 đơn vị nhà ở xã hội. Đây là một trong số các doanh nghiệp đặt trọng tâm vào việc phát triển và phân phối các dự án nhà ở xã hội, hướng tới đối tượng khách hàng là những gia đình trẻ và tầng lớp lao động trung lưu ở Việt Nam.
Từ năm 2012 đến 2022, bên cạnh nhà ở xã hội, N.H.O còn mở rộng đầu tư & xây dựng các dự án nhà ở thương mại, khu dân cư, đa dạng hóa loại hình bất động sản trên thị trường.
Hiện tại, các sản phẩm và dịch vụ đang được N.H.O đa dạng hóa, từ dịch vụ thương mại, F&B (nhà hàng), khách sạn...
- Căn hộ: The Dragon Castle (1.288 căn hộ, Hạ Long); The Hera (1.579 căn hộ, Hải Phòng); Nest Home (420 căn hộ, Đà Nẵng); Golden Hills (3.726 căn hộ, Đà Nẵng); Promena (108 căn hộ, TP.HCM); Sky 9 (1.361 căn, TP.HCM); Starview Vĩnh Phú (1.535 căn hộ, TP.HCM); City Tower (527 căn hộ, Bình Dương); Đào Trí (1.189 căn hộ, TP.HCM); Saigon Metropark (319 căn hộ, TP.HCM); Paramount (1.309 căn hộ, Bình Dương); 1st Home Thạnh Lộc (489 căn hộ, TP.HCM); Imperial Place (1.115 căn hộ, TP.HCM); 1st Home An Giang (495 căn hộ, An Giang); Luxury Residence (221 căn hộ, Bình Dương).
- Khu đô thị: Kings Town (256 căn nhà phố, Hạ Long); An Phú Sinh (2.000 căn nhà phố, Quảng Ngãi); Diamond City (2.900 nhà phố, An Giang); 1st Home Bình Hòa (889 căn hộ & nhà phố, An Giang); Smart City Bình Chánh (1.925 nhà phố & 7.435 căn hộ, TP.HCM)
- Bất động sản thương mại: Hera Somerset (175 căn hộ, Hải Phòng); Citadines (204 căn hộ, Bình Dương); Promena Somerset (69 căn hộ, TP.HCM); Diamond Mall (An Giang)

## Văn hóa N.H.O
Công ty cũng sở hữu cho mình những đặc trưng văn hóa riêng biệt, trong đó phải kể đến việc thúc đẩy và xây dựng văn hóa đồng đội, tinh thần làm việc theo nhóm trong 10 năm phát triển.
Cùng với tinh thần đồng đội, doanh nghiệp này cũng tập trung phát triển 3 yếu tố khiêm tốn, nhiệt huyết và sự sáng suốt đối với toàn bộ nhân viên công ty.

## Triết lý hoạt động và mô hình Trung tâm Gia đình
N.H.O tập trung vào việc xây dựng và phát triển sản phẩm nhà ở có giá hợp lý đi đôi với việc đảm bảo chất lượng tại tất cả phân khúc nhà ở.
Với triết lý tập trung vào trải nghiệm cư dân, các dự án do N.H.O làm chủ đầu tư đều tối ưu hóa không gian sống và tạo phong cách kiến trúc riêng biệt, phù hợp cảnh quan xung quanh. Việc bảo vệ môi trường, gìn giữ thiên nhiên, chất lượng công trình, cũng là ưu tiên của N.H.O.
N.H.O đã hợp tác cùng Công ty Quản lý Alpha Plus (Alpha Plus Property Management) và Olive Tree Estates Limited (OTE) để quản lý các dự án.
Alpha Plus không chỉ cung cấp dịch vụ quản lý tòa nhà mà còn mang lại chương trình và dịch vụ cho cư dân thông qua mô hình Trung tâm Gia đình - Family Center, dựa trên những nghiên cứu sâu rộng về văn hóa gia đình Việt Nam.
Family Center – mô hình Trung tâm Gia đình dành riêng cho các cư dân sống tại khu căn hộ do N.H.O làm chủ đầu tư được triển khai từ năm 2021, hướng tới phục vụ các gia đình thông qua sự kết hợp giữa vui chơi và học tập.
Trung tâm đầu tiên đặt tại Imperial Place (quận Bình Tân, TP.HCM), trung tâm thứ hai đặt ở City Tower (Bình Dương). Các trung tâm này được trang bị hệ thống wi-fi, máy điều hòa, thư viện với hơn 200 đầu sách dành cho thiếu nhi, phòng vui chơi cho trẻ em, khu vực học tập... Ngoài ra, đây cũng là trung tâm cộng đồng dành cho cư dân ở mọi lứa tuổi đến với nhau để cùng chia sẻ những sở thích, hoạt động. Hàng tháng, các chương trình ngoại khóa được tổ chức miễn phí dành cho trẻ em như các lớp học vẽ, nghệ thuật xếp giấy thủ công, thi hát, đọc sách, học tiếng Anh và các môn thể thao... Các buổi seminar, workshop cũng được tổ chức cho các bậc phụ huynh để cùng chia sẻ kinh nghiệm chăm sóc gia đình, nữ công gia chánh, phương pháp nuôi dạy trẻ và để kết nối tình làng nghĩa xóm.
Bất chấp lệnh đóng cửa thời Covid, hơn 700 trẻ em đã trải nghiệm các hoạt động tại Trung tâm Gia đình và khoảng 200 trẻ em được tham gia các chương trình ngoại khóa sau giờ học. Cộng đồng phường An Lạc, quận Bình Tân cũng được hỗ trợ với đa dạng các hoạt động nằm trong Trung tâm Gia đình. Lấy ví dụ, thông qua Trung tâm Gia đình An Lạc khoảng 200 em nhỏ đã tham gia vào các chương trình sau giờ tan học và 1.100 người được sử dụng trang thiết bị miễn phí.

## Hoạt động cộng đồng
Khoảng năm 2018, công ty thành lập bộ phận N.H.O Cares để triển khai các chương trình thực thi trách nhiệm xã hội (CSR) bao gồm: trao học bổng cho học sinh; xây cầu nông thôn; tặng nhà trẻ, nhà đại đoàn kết; các chương trình an sinh xã hội; trao quà, lương thực thực phẩm cho người nghèo; chăm sóc công nhân, người già và trẻ em lang thang cơ nhỡ... Hoạt động CSR chủ yếu tập trung vào ba lĩnh vực: giáo dục, tác động cộng đồng và môi trường.

### Giáo dục
Cùng với sự phát triển của công ty, giáo dục cũng là một trong những vấn đề quan trọng mà N.H.O tập trung hướng đến. Thời gian qua, công ty đã tổ chức seminar chủ đề “Slow to speak” với 219 người theo dõi, 2 chương trình đào tạo về hành vi ứng xử của trẻ em, 1 buổi đào tạo về quản lý lớp học và quay 7 phim video về giáo dục phụ huynh. Bên cạnh mối quan tâm về các vấn đề ở trẻ nhỏ, công ty cũng quan tâm đến các giáo viên, đặc biệt là sức khỏe tinh thần của họ thông qua việc tổ chức 3 workshop về sức khỏe tinh thần với sự tham gia của 13 giáo viên mầm non.
Tháng 10 năm 2020, N.H.O cho ra mắt Học bổng SAL (tiếng Anh: Serve, Achieve, Lead; tức là Phục vụ, Thành tựu và Dẫn đầu), hỗ trợ các sinh viên Đại học có năng khiếu, thể hiện được khả năng xuất sắc trong học tập và kỹ năng lãnh đạo. Theo thống kê, từ năm 2020 đến 2022, công ty cung cấp học bổng toàn phần cho 11 sinh viên và các hoạt động cố vấn hàng tháng. Ngoài ra công ty cũng cung cấp học bổng và đồ dùng học tập cho các trẻ em có hoàn cảnh khó khăn, hỗ trợ các trường học tại các quốc gia khác như Thái Lan và Campuchia thông qua việc quyên góp trao tặng và nâng cấp các trường học.
Về phía đối tác Olive Tree Estates Limited của Singapore, công ty đã cung cấp kiến thức hàn lâm và thực hành cho các đối tác giáo dục ở địa phương. Những thứ mà N.H.O hỗ trợ gồm có: quỹ tài trợ, thiết kế, xây dựng, giấy phép, điều hành, cố vấn giảng dạy, đào tạo giáo viên và các thiết bị dạy học, tư vấn/thảo luận về cách nuôi dạy trẻ, tư vấn cho trẻ em.
Trong suốt mùa dịch Covid-19, N.H.O, Alpha+ và MOGU Vietnam đã hợp tác khởi động dự án “Đọc sách cùng MOGU” nhằm cung cấp các chương trình đọc sách trực tuyến cho trẻ em tại Imperial Place. Các đầu sách được tuyển chọn kỹ càng dành cho trẻ em từ 3-10 tuổi. Từ đầu tháng 9 năm 2021, tại Imperial Place đã diễn ra 15 buổi đọc sách trực tuyến với hơn 220 em nhỏ tham gia.

### Tác động cộng đồng
N.H.O đã phối hợp với chính quyền địa phương và các tổ chức phi chính phủ (NGOs) xây dựng và trao tặng nhiều ngôi nhà cho các gia đình khó khăn không có nơi ở an toàn. Năm 2021, N.H.O An Giang làm việc với chính quyền địa phương để xây dựng 27 ngôi nhà cho các gia đình có hoàn cảnh khó khăn tại khóm Hòa Thạnh, phường Mỹ Thạnh, thành phố Long Xuyên.
Công ty còn hỗ trợ bánh mì cho các công nhân tại các công trường xây dựng và cộng đồng địa phương cũng như hỗ trợ gạo cho các gia đình nghèo khó, đặc biệt là tại An Giang.
Các đối tác và tổ chức phi chính phủ mà N.H.O đã tham gia hợp tác gồm có: Saigon Children's Charity (saigonchildren), Quỹ thanh niên khởi nghiệp Minh Trí, Trường Mầm non Hy Vọng (Hope School), Trường Mầm non song ngữ Ngôi Sao Sáng (Bright Stars).
Tháng 4 năm 2021, với vai trò là đối tác của Saigon Children's Charity, N.H.O tham gia “The Steps Challenge 2021 – Step up For Autism”. Mục đích của chương trình là giúp trẻ tự kỷ có được những cơ hội can thiệp sớm và gia tăng nhận thức về bệnh tự kỷ xung quanh mỗi người. Có 79 nhân sự N.H.O tham gia thử thách và đi bộ vì trẻ em tự kỷ. Tổng số bước đạt được là 7 triệu cũng như quyên góp được 19.750.000 đồng cho Saigon Children’s Charity.
Xuyên suốt Đại dịch Covid-19 tại Việt Nam, công ty đã phối hợp cùng chính quyền địa phương mở cây ATM gạo với 2.500 kg phân phát cho 500 người nghèo ở An Giang, quyên góp ủng hộ hơn 2 tỷ cho người dân và cộng đồng trong đại dịch năm 2021, ủng hộ Quỹ vắc-xin phòng chống Covid-19 và trao tặng 15.000 kit xét nghiệm Covid và xịt phòng diệt khuẩn đến các địa phương như Hạ Long, An Giang, Hậu Giang. N.H.O cũng phối hợp cùng đối tác là Olive Tree Estates Limited khởi động dự án “Project Life” cung cấp máy thở cho các bệnh nhân Covid điều trị tại nhà ở TP.HCM. Tháng 7 năm 2021, N.H.O hợp tác cùng công ty Alpha trao gửi 2.000 gói quà cho các hộ gia đình tại Imperial Place (quận Bình Tân, TP.HCM) và Sky 9 (TP.HCM) bao gồm gạo, dầu ăn, sữa, bánh, một số rau quả trong suốt thời gian giãn cách xã hội.

### Môi trường
N.H.O thực hiện các biện pháp trên phạm vi rộng để bảo vệ đa dạng sinh học, giảm tiêu thụ nước, năng lượng và các tài nguyên khác, tránh lãng phí và chống lại biến đổi khí hậu; cũng như tổ chức các hoạt động bảo vệ môi trường bao gồm: thiết lập điểm thu hồi pin, giảm rác thải nhựa... Ngoài ra, trụ sở của N.H.O cũng được chứng nhận là không gian làm việc xanh và tiết kiệm năng lượng, đạt tiêu chuẩn của Hội đồng Công trình xanh Hoa Kỳ (USGBC).

## Giải thưởng
| Năm  | Giải thưởng                                                        | Hạng mục                                                             | Chủ thể nhận giải             |
| ---- | ------------------------------------------------------------------ | -------------------------------------------------------------------- | ----------------------------- |
| 2015 | Asia Pacific Property Awards                                       | Căn hộ thương mại tốt nhất Việt Nam                                  | City Tower                    |
| 2015 | Edge Homes Award                                                   | Chứng nhận công trình Nhà ở xanh                                     | City Tower                    |
| 2015 | Asia Pacific Property Awards                                       | Căn hộ tốt nhất Việt Nam                                             | 1st Home Thạnh Lộc            |
| 2016 | Vietnam Property Awards (Giải thưởng Bất động sản Việt Nam)        | Căn hộ tầm trung tốt nhất TP. Hồ Chí Minh                            | Sky 9                         |
| 2017 | Dot Property Awards                                                | Dự án căn hộ tốt nhất                                                | Imperial Place                |
| 2017 | Dot Property Awards                                                | Dự án được thiết kế đẹp nhất                                         | Kings Town – Dragon Hill City |
| 2018 | Vietnam Property Awards (Giải thưởng Bất động sản Việt Nam)        | Căn hộ cao cấp tốt nhất Vịnh Hạ Long                                 | Kings Town – Dragon Hill City |
| 2019 | Dot Property Awards                                                | Dự án phát triển lối sống đô thị tốt nhất                            | The Dragon Castle Hạ Long     |
| 2020 | Vietnam Property Awards (Giải thưởng Bất động sản Việt Nam)        | Dự án căn hộ tốt nhất Miền Bắc Việt Nam                              | Hera                          |
| 2020 | Vietnam Property Awards (Giải thưởng Bất động sản Việt Nam)        | Dự án căn hộ tốt nhất Vịnh Hạ Long                                   | The Dragon Castle             |
| 2021 | Vietnam Property Awards (Giải thưởng Bất động sản Việt Nam)        | Nhà phát triển căn hộ hạng sang tốt nhất Việt Nam                    | N.H.O                         |
| 2021 | Vietnam Property Awards (Giải thưởng Bất động sản Việt Nam)        | Nhà phát triển bất động sản có đóng góp hoạt động trách nhiệm xã hội | N.H.O                         |
| 2021 | Vietnam Property Awards (Giải thưởng Bất động sản Việt Nam)        | Dự án căn hộ được thiết kế đẹp nhất Việt Nam                         | Promena                       |
| 2021 | Vietnam Property Awards (Giải thưởng Bất động sản Việt Nam)        | Dự án căn hộ cao cấp được phát triển tốt nhất Việt Nam               | Promena                       |
| 2021 | Asia Property Awards                                               | Dự án căn hộ được thiết kế đẹp nhất châu Á                           | Promena                       |
| 2021 | Asia Property Awards                                               | Nhà phát triển căn hộ hạng sang tốt nhất Việt Nam                    | N.H.O                         |
| 2022 | Bộ tiêu chuẩn LEED (Leadership In Energy And Environmental Design) | Chứng chỉ Công trình xanh cấp độ Silver                              | Trụ sở N.H.O                  |